# París-Roubaix 1972
La 70.ª edición de la París-Roubaix tuvo lugar el 16 de abril de 1972 y fue ganada en solitario por el belga Roger De Vlaeminck.

## Clasificación final
| Posición | Ciclista               | Equipo                 | Tiempo     |
| -------- | ---------------------- | ---------------------- | ---------- |
| 1        | Roger de Vlaeminck     | Dreher                 | 7h 24' 05" |
| 2        | André Dierickx         | Flandria-Beaulieu      | + 1' 57"   |
| 3        | Barry Hoban            | Gan-Mercier-Hutchinson | + 2' 13"   |
| 4        | Willy Teirlinck        | Sonolor                | + 2' 34"   |
| 5        | Willy Van Malderghem   | Watney-Avia            | + 2' 36"   |
| 6        | Gustaaf Van Roosbroeck | Watney-Avia            | + 2' 39"   |
| 7        | Eddy Merckx            | Molteni                | m. t.      |
| 8        | Eddy Peelman           | Gan-Mercier-Hutchinson | m. t.      |
| 9        | Ole Ritter             | Dreher                 | m. t.      |
| 10       | Raymond Poulidor       | Gan-Mercier-Hutchinson | m. t.      |